# 誰も寝てはならぬ
『誰も寝てはならぬ』（だれもねてはならぬ、伊：Nessun dorma）は、ジャコモ・プッチーニ作曲の歌劇『トゥーランドット』（伊：Turandot）のアリア。テノールのための名アリアとして有名であり、世界的には歌い始めの歌詞から『Nessun dorma』の題で親しまれている。日本においても「Nessun dorma」を和訳した『誰も寝てはならぬ』が通称となっている。

## 概要
このアリアは最終幕である第3幕で、カラフによって歌われる。第2幕において、カラフはトゥーランドット姫への求婚者にだされる3つの難題を見事に解決した。それにも関わらず、姫はカラフとの結婚に難色を示す。そこでカラフは自分の名前を夜明けまでに当ててみせれば、結婚を諦めて命を捧げようと申し出る。ただし、名前を解き明かせなかったら、カラフとの結婚を姫は承諾しなければならない。そこで冷酷な姫は自国の国民に対し、カラフの名を解き明かすまでは寝ることを禁ずるというお触れを出す。そして、もし誰も解き明かせなかったら、国民を皆殺しにすると言う。
第3幕は夜の時点から始まる。カラフは一人、宮殿から月に照らされた庭に出る。そこでトゥーランドット姫のお触れを聞く。ここでアリア『誰も寝てはならぬ』がカラフによって歌われる。

## 歌詞
イタリア語（原文）
Il principe ignoto

Nessun dorma!

Nessun dorma!

Tu pure, o Principessa,

nella tua fredda stanza

guardi le stelle

che tremano d'amore e di speranza...

Ma il mio mistero è chiuso in me,

il nome mio nessun saprà!

No, no, sulla tua bocca lo dirò,

quando la luce splenderà!

Ed il mio bacio scioglierà

il silenzio che ti fa mia.

Voci di donne

Il nome suo nessun saprà...

E noi dovrem, ahimè, morir, morir!

Il principe ignoto

Dilegua, o notte!

Tramontate, stelle!

Tramontate, stelle!

All'alba vincerò!

Vincerò!

Vincerò!
日本語訳
名の知られていない王子（カラフ）

誰も寝てはならぬ!

誰も寝てはならぬ!

御姫様、あなたもです

冷たい寝室で、

眺めているのか、星々を

それは愛と希望に打ち震えている

然し私の秘密は胸の内に閉ざされたまま

誰も私の名前を知ることはできない!

いいえ、しかしあなたの唇に告げましょう

陽の光が輝くときに

そして、私の口付けが溶かすでしょう

その沈黙を そして、あなたは私のものになる。

コーラス（女声）

誰も彼の名前を知らない…

ああ私たちに必ず、死が訪れる。

名の知られていない王子

おお、夜よ消え去れ!

星よ色あせろ!

星よ色あせろ!

夜明けに私は勝つ!

私は勝つ!

私は勝つ!

## 演奏・受容の歴史
ルチアーノ・パヴァロッティが著名な歌い手として知られ、「誰も寝てはならぬ」が世界的に有名になるきっかけを作った人物でもある。イギリスのラジオ番組でパヴァロッティのファンであるディレクターが、パヴァロッティの歌う「誰も寝てはならぬ」を放送。パヴァロッティ「誰も寝てはならぬ」単体でシングル発売し、クラシックとしては異例の、イギリスのシングルチャートのトップ（ロック含め全シングルチャートトップ）を数週間に渡り記録し、全英だけで400万枚以上、全世界1200万枚以上の驚異的セールスを記録し、これをきっかけに「三大テノール」公演が実現した。
サッカーワールドカップ記念のいわゆる「3大テノール」（ルチアーノ・パヴァロッティ、プラシド・ドミンゴ、ホセ・カレーラス）コンサートにおいて歌われ、それ以降イベントごとにパヴァロッティはこの曲を歌うこととなり、2006年トリノオリンピック開会式でも彼によって歌われた。しかし零下になる2月の寒空での本番で完璧に歌う自信がなかったため、オーケストラの演奏を含めたすべてが一週間前に録音された演奏にあわせた口パクだったことが、このステージの指揮者でもあったレオーネ・マジエラの著書により明らかになった。
パヴァロッティの死後、彼に才能を見出されたイタリア人テノール、アンドレア・ボチェッリが2010年4月30日の上海万博開幕式においてこの曲を歌った。
本来はテノールのためのアリアだが、近年はサラ・ブライトマンやアレサ・フランクリン、本田美奈子.など女声による歌唱も多くなっている。2002年にはフレデリック・シェンペが大胆なダンスアレンジを施しながらサビにこのアリアのメロディと歌詞を組み込んだオリジナル楽曲として「Vincero」を発表した。日本においては、2007年に発売された東儀秀樹のアルバム『Out Of Border』にも収録され、2008年には新たに日本語歌詞を付けて歌唱した砂川恵理歌の「ひかり」が発表されている。シェンペの「Vincero」のカバーとしては、2006年にSister Q feat. Fujisawaが「愛と夢」、2008年に藤澤ノリマサ（先述のFujisawa）が「VINCERO -ビンチェロ-」を発表している。ロック界でもこの楽曲をカバーするアーティストは多く、ウリ・ジョン・ロート、ジェフ・ベック、マノウォーなどが取り上げている。